# Cal Portal (Porrera)
Cal Portal és una obra de Porrera (Priorat) inclosa a l'Inventari del Patrimoni Arquitectònic de Catalunya.

## Descripció
Edifici de planta composta, bastit de maçoneria arrebossada, de planta baixa, pis i golfes i cobert per teulada a dos vessants. A la planta baixa s'obre una porta, un balcó i tres finestres al pis i dues finestres a les golfes. Cal destacar una porta dovellada, amb la inscripció "IHS" i la data de la clau.

## Història
L'edifici en qüestió és, potser, el més antic datat que es conserva al poble. El nom de Cal Portal l'adquirí en estar situat a la vara d'un dels portals de la vila. Actualment en estat precari, sembla que és rehabilitat per a servir de segona residència.